# Келераші (комуна, Ботошань)
Келераші (рум. Călărași) — комуна у повіті Ботошані в Румунії. До складу комуни входять такі села (дані про населення за 2002 рік):
- Келераші (2752 особи) — адміністративний центр комуни
- Лібертатя (538 осіб)
- Плешань (694 особи)

Комуна розташована на відстані 363 км на північ від Бухареста, 46 км на схід від Ботошань, 55 км на північний захід від Ясс.

## Населення
За даними перепису населення 2002 року у комуні проживали 3984 особи.
Національний склад населення комуни:
| Національність | Кількість осіб | Відсоток |
| -------------- | -------------- | -------- |
| румуни         | 3983           | > 99,9%  |
| угорці         | 1              | < 0,1%   |

Рідною мовою назвали:
| Мова      | Кількість осіб | Відсоток |
| --------- | -------------- | -------- |
| румунська | 3983           | > 99,9%  |
| угорська  | 1              | < 0,1%   |

Склад населення комуни за віросповіданням:
| Релігія     | Кількість осіб | Відсоток |
| ----------- | -------------- | -------- |
| православні | 3982           | 99,9%    |
| реформати   | 1              | < 0,1%   |

## Зовнішні посилання
- Дані про комуну Келераші на сайті Ghidul Primăriilor [Архівовано 14 травня 2012 у Wayback Machine.]